# Werbsiepen

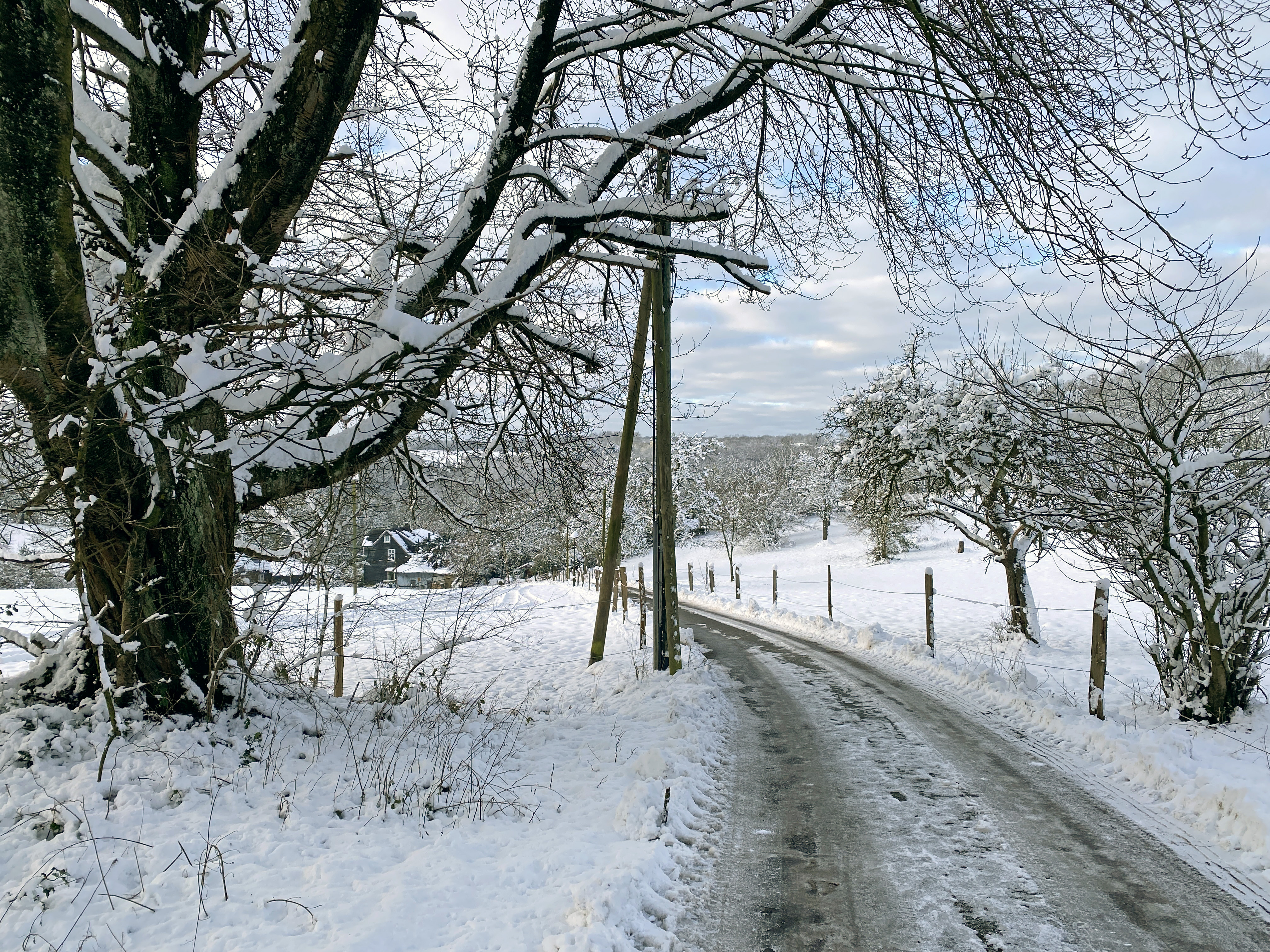
Mächtige Wildkirsche in Werbsiepen

Werbsiepen ist eine Ortslage in der bergischen Großstadt Wuppertal in Nordrhein-Westfalen/Deutschland.

## Lage und Beschreibung
Die Ortschaft befindet sich im Wohnquartier Erbschlö-Linde beiderseits der heutigen Landesstraße 58 (ehemals Bundesstraße 51), die weiter in nördliche Richtung nach Oberbarmen/Rauental führt. Die Landesstraße wurde in den 1950er Jahren ausgebaut und die vormals engen Kurven in Werbsiepen entschärft. Die alte Trasse wird zum Teil noch als Straße innerhalb des Ortes genutzt.
Der Ort liegt auf einer Höhe von 260 bis 290 m ü. NHN und hat 42 Einwohner (Stand 2007). Die Siedlung liegt nördlich der Ortschaft Linde und der Blombachtalbrücke, die das im Westen gelegene Blombachtal überspannt, durch das sowohl die Bundesautobahn 1 wie auch die Bahnstrecke Wuppertal-Oberbarmen–Opladen verlaufen. Benachbarte Orte sind Jägerhaus, Linde, Marscheid, Blombach, Erbschlö und das abgegangene Putschhaus.
Im Osten und Norden befindet sich der Staatsforst Marscheider Wald. Nördlich erhebt sich mit 309,1 m ü. NHN} der Blombacher Berg. Namensgebend ist der Bach Werbsiepen, ein kaum wasserführender Zufluss des Blombachs.
Im ÖPNV verkehrt heute überwiegend stündlich eine überörtlich verlaufende Buslinie. In Werbsiepen gibt es einen Reiterhof und eine Restauration.

## Geschichte
1832 gehörte Werbsiepen zur Marscheider Rotte des ländlichen Außenbezirks der Stadt Ronsdorf. Der laut der Statistik und Topographie des Regierungsbezirks Düsseldorf als Wirtshaus kategorisierte Ort wurde zu dieser Zeit Werfsiepen genannt und besaß zu dieser Zeit ein Wohnhaus und ein landwirtschaftliches Gebäude. Zu dieser Zeit lebten 5 Einwohner im Ort, alle evangelischen Glaubens. Im Gemeindelexikon für die Provinz Rheinland von 1888 werden vier Wohnhäuser mit 86 Einwohnern angegeben.
Werbsiepen lag an der Anfang des 19. Jahrhunderts neu gebauten Chaussee, die von Rittershausen über die Heckinghauser Zollbrücke und Lüttringhausen nach Lennep führte, die heutige Landesstraße 58 (ehemals Bundesstraße 51).

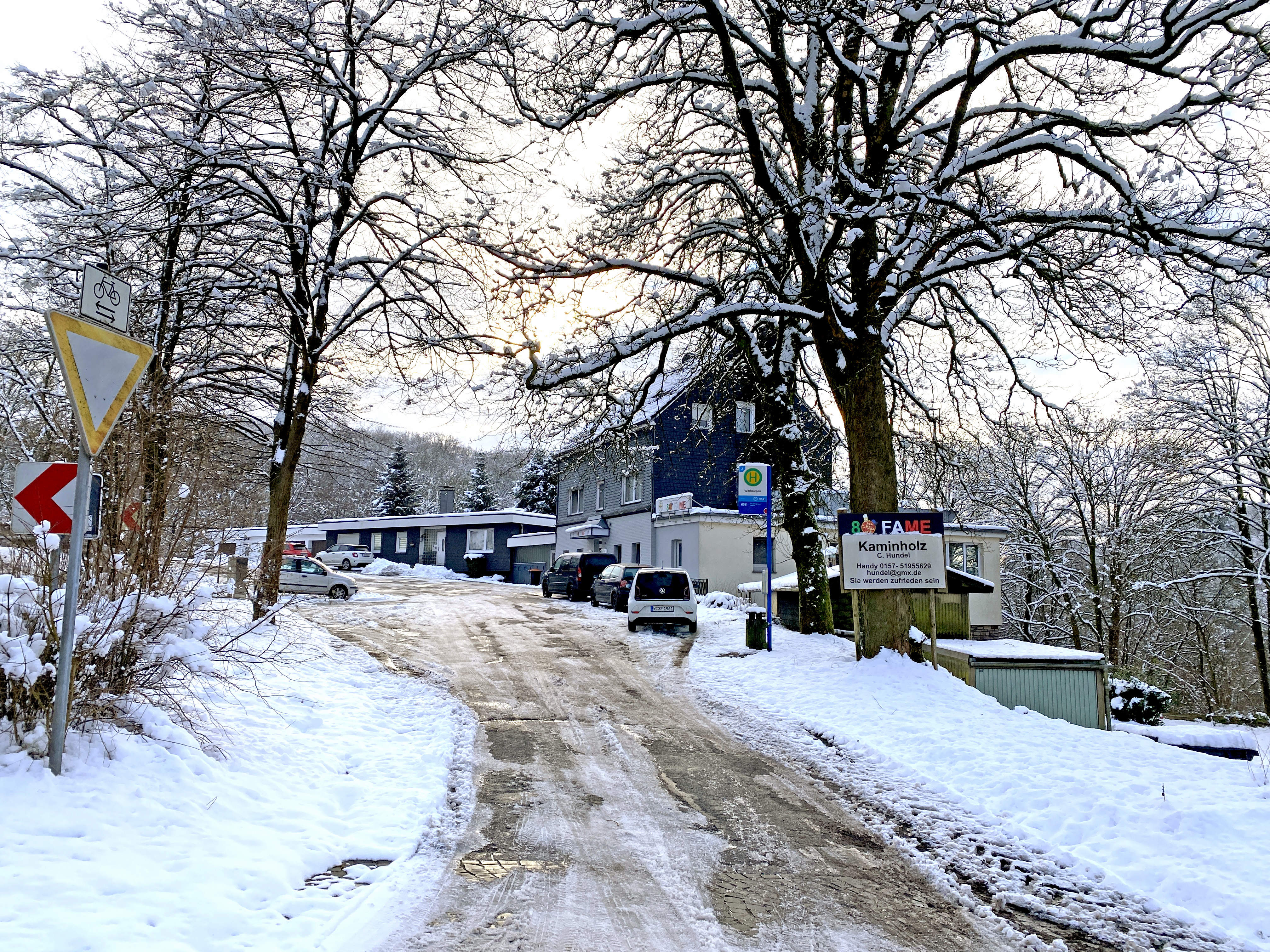
Werbsiepen 94 an der L 58
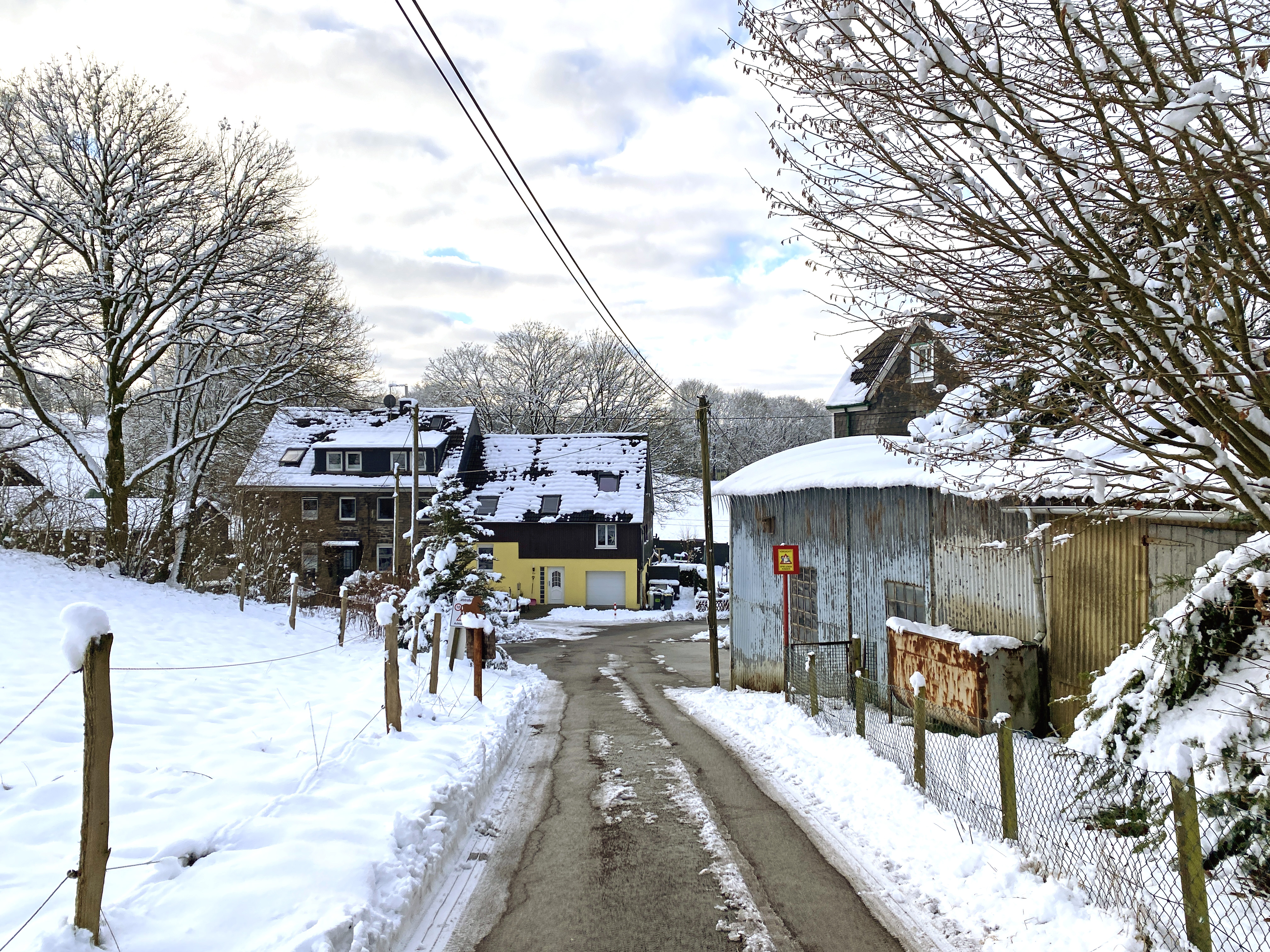
Jägerhaus 2/2a (links) – Werbsiepen (rechts)
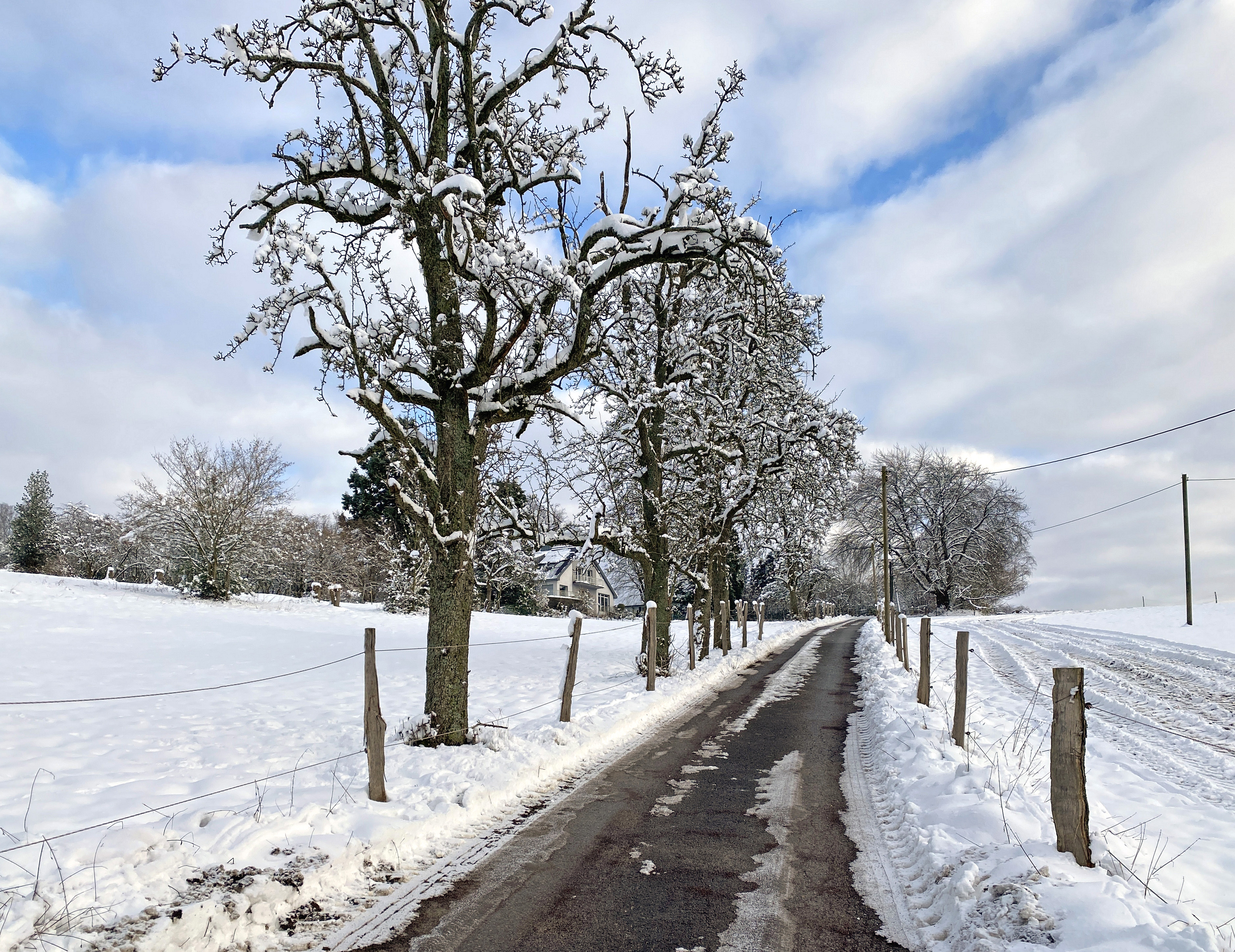
Alte Birnbäume an der Straße zum Reiterhof
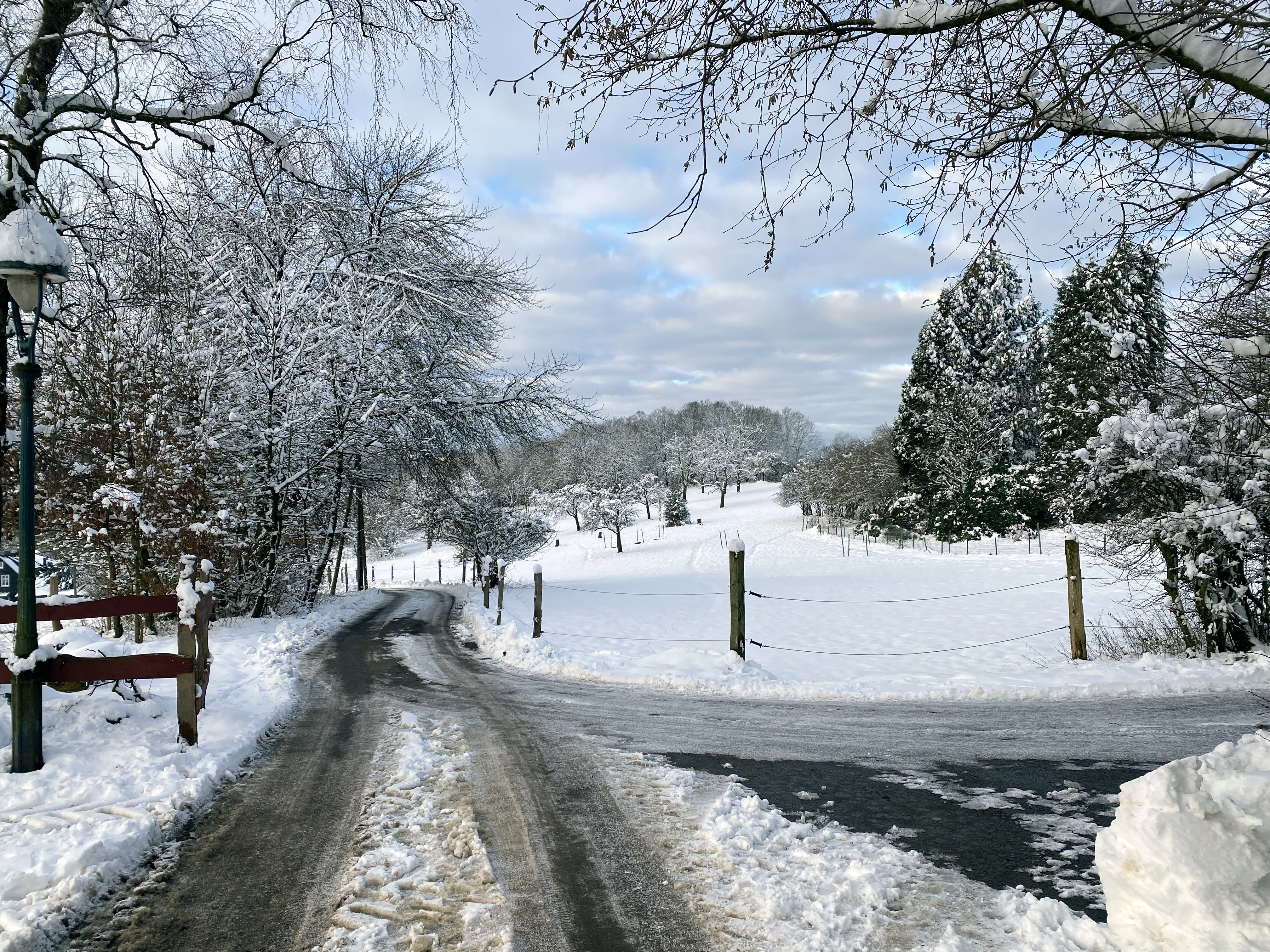
Werbsiepen
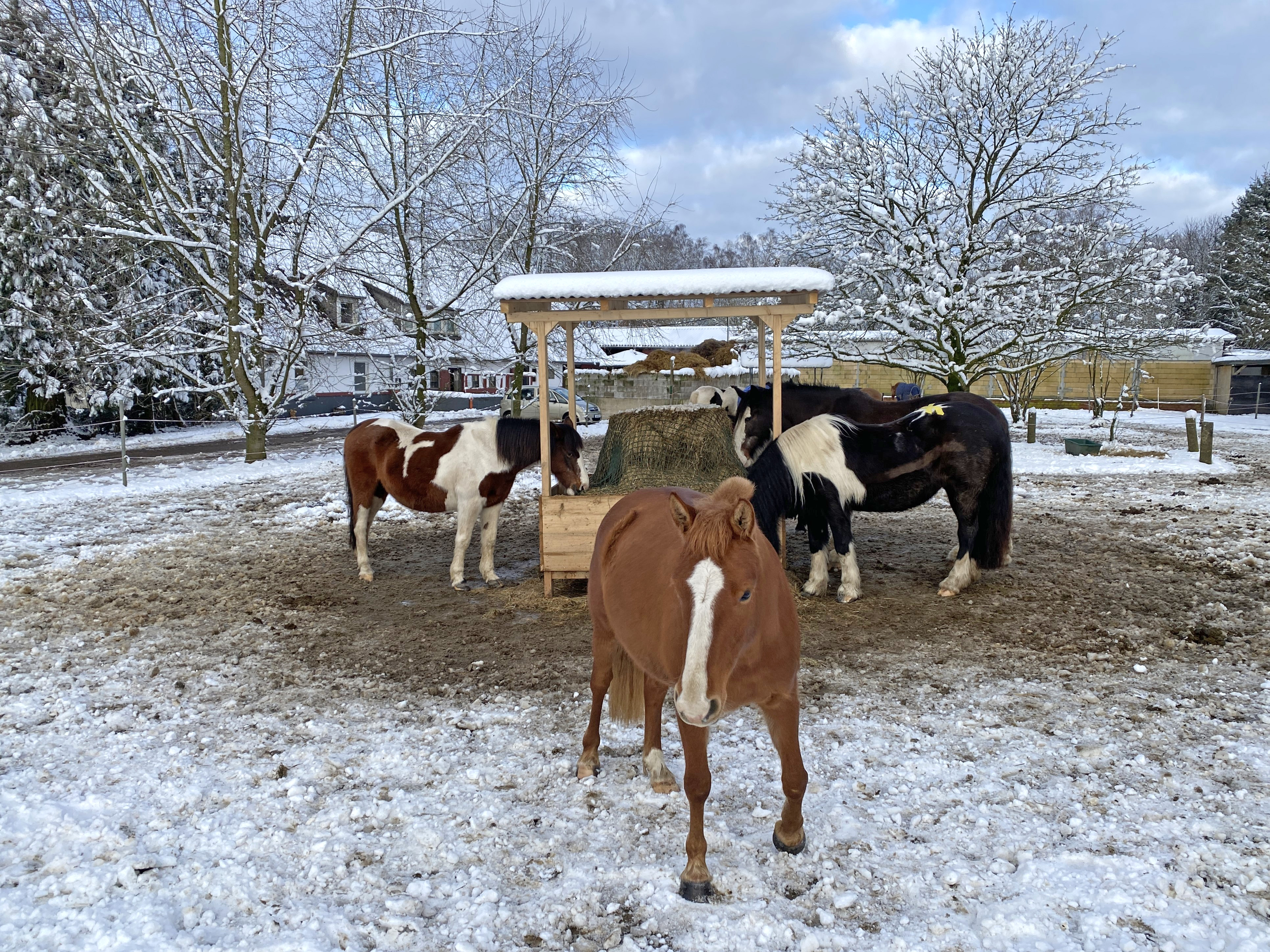
Reiterhof Werbsiepen 123
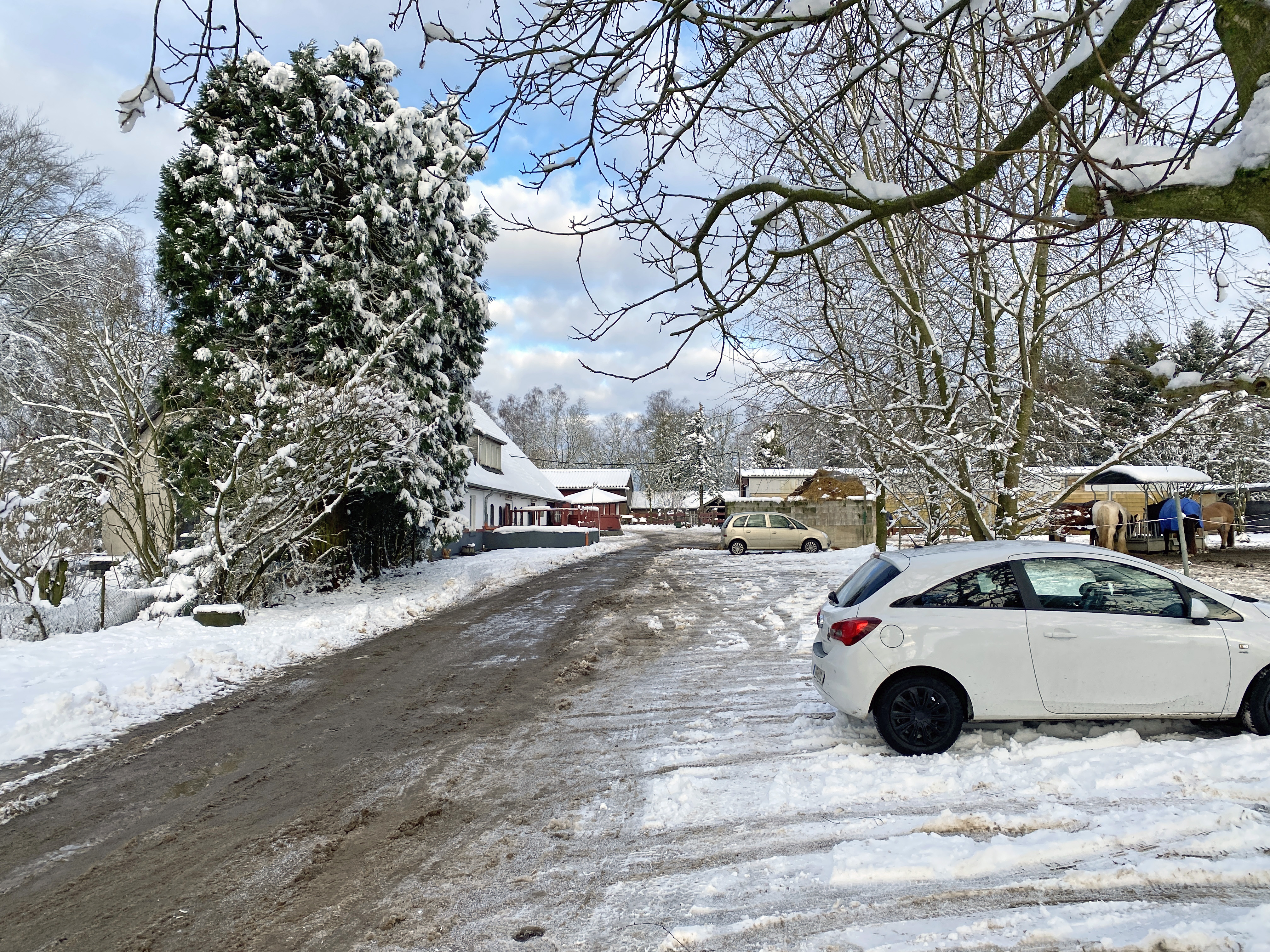
Reiterhof Werbsiepen 123